# TT307
TT307 (Theban Tomb 307) è la sigla che identifica una delle Tombe dei Nobili ubicate nell'area della cosiddetta Necropoli Tebana, sulla sponda occidentale del Nilo dinanzi alla città di Luxor, in Egitto. Destinata a sepolture di nobili e funzionari connessi alle case regnanti, specie del Nuovo Regno, l'area venne sfruttata, come necropoli, fin dall'Antico Regno e, successivamente, sino al periodo Saitico (con la XXVI dinastia) e Tolemaico.

## Titolare
TT307 era la tomba di:
| Titolare                               | Titolo               | Necropoli                            | Dinastia/Periodo | Note |
| -------------------------------------- | -------------------- | ------------------------------------ | ---------------- | ---- |
| Thonefer (nome ricavato da un ushabti) | (nessun riferimento) | Dra Abu el-Naga (tomba non ultimata) | XIX-XXI dinastia |      |

## Biografia
Nessuna notizia biografica è ricavabile

## La tomba
TT307, non ultimata, si presenta planimetricamente con un'unica sala trasversale; la presenza di un corridoio non ultimato, lascia supporre che la struttura avrebbe dovuto ricalcare lo schema a "T" rovesciata tipico delle sepolture del periodo. Un breve corridoio immette nella sala trasversale; sulle pareti, già in parte decorate: abbozzi di testi tratti dal Libro delle Caverne (1 in planimetria); poco oltre (2) abbozzo del defunto con simboli retti nella mano sinistra; su altra parete (3), in due registri sovrapposti, il defunto e la moglie, in presenza delle Anime di Pe e Nekhen e di alcuni ba, adorano Maat e Ra-Horakhti, nonché scene della Confessione Negativa.

### Annotazioni
1. ↑  La numerazione dei locali e delle pareti segue quella di Porter e Moss 1927, p. 382.
2. ↑  La prima numerazione delle tombe, dalla numero 1 alla 252, risale al 1913 con l'edizione del "Topographical Catalogue of the Private Tombs of Thebes" di Alan Gardiner e Arthur Weigall. Le tombe erano numerate in ordine di scoperta e non geografico; ugualmente in ordine cronologico di scoperta sono le tombe dalla 253 in poi.
3. ↑  I campi della Duat, ovvero l'aldilà egizio, si trovavano, secondo le credenze, proprio sulla riva occidentale del grande fiume.
4. ↑  Nella sua epoca di utilizzo, l'area era nota come "Quella di fronte al suo Signore" (con riferimento alla riva orientale, dove si trovavano le strutture dei Palazzi di residenza dei re e i templi dei principali dei) o, più semplicemente, "Occidente di Tebe".
5. ↑  le Tombe dei Nobili, benché raggruppate in un'unica area, sono di fatto distribuite su più necropoli distinte.
6. ↑  Le note, sovente di inquadramento topografico della tomba, sono tratte, fino alla TT252, dal "Topographical Catalogue" di Gardiner e Weigall, ed. 1913 e fanno perciò riferimento alla situazione dell'epoca.

### Fonti
1. ↑  Gardiner e Weigall 1913.
2. ↑  Donadoni 1999,  p. 115.
3. ↑  Porter e Moss 1927, p. 385.
4. 1 2  Porter e Moss 1927,  p. 385.